# Ossy Renardy
Ossy Renardy (Vienna, 26 aprile 1920 – Tres Piedras, 3 dicembre 1953) è stato un violinista statunitense di origine austriaca.

## Biografia
Oskar Reiss (nome d’arte Ossy Renardy) è nato a Vienna nel 1920. Si esibì per la prima volta in pubblico all'età di 11 anni; a partire dall’ottobre 1933 si unì ad una troupe di varietà itineranti per una stagione a Merano. Dopo una lunga tournée in Italia, tornò a Vienna. Qui suonò al Konzerthaus nel maggio del 1934. Seguì il suo primo tour nei Paesi Baltici, Norvegia, Danimarca, Svezia, Olanda, Austria, Francia e ancora Italia. Renardy si recò nel Regno Unito nel 1937, per sfuggire all'oppressione nazista. Nello stesso anno si recò gli Stati Uniti. Dopo la prima tournée negli stati del Mid-West, il suo debutto a New York avvenne nel gennaio 1938. Al suo debutto nella Carnegie Hall, nell’ottobre 1939, Renardy suonò la Sinfonia Spagnola di Lalo, il Concerto in mi minore di Nardini, la Sonatina di Dvořák nel primo tempo; dopo l’intervallo suonò tutti i 24 Capricci di Paganini. All'epoca aveva 19 anni.  
L'anno successivo (1940) realizzò in prima assoluta la registrazione completa dei 24 Capricci (nell’arrangiamento con pianoforte di Ferdinand David) col pianista Walter Robert. 
Dal 1941 Renardy suonò per l'USO , e l'anno successivo si arruolò nell'esercito degli Stati Uniti, diventando cittadino americano nel 1943. Dopo la guerra, Renardy si preparò a riprendere i concerti sotto la guida di Theodore e Alice Pashkus a New York.
Nel 1947 ritornò all’attività concertistica e suonò con molte delle maggiori orchestre del Nord America, e dell'Europa. 
La sua ultima registrazione, fatta poco prima della sua morte nel 1953, fu una seconda lettura dei 24 Capricci.  
Il suo ultimo concerto a Las Cruces (Nuovo Messico), risale al 3 dicembre 1953. Il suo accompagnatore George Robert lo stava portando in viaggio verso il loro prossimo impegno a Monte Vista, in Colorado. A Tres Piedras, vicino a Santa Fe ci fu un incidente stradale e Ossy Renardy morì all'età di soli 33 anni.